# Pëtr Afanas'evič Pokryšev
Pëtr Afanas'evič Pokryšev (in russo Пётр Афанасьевич Покрышев?; Hola Prystan', 24 agosto 1914 – Leningrado, 22 agosto 1967) è stato un aviatore e militare sovietico, asso dell'aviazione da caccia durante la guerra d'inverno e la seconda guerra mondiale effettuando 305 missioni, impegnando 72 combattimenti aerei, e ottenendo 28 vittorie individuali e 7 condivise. Due volte insignito del titolo di Eroe dell'Unione Sovietica.

## Biografia

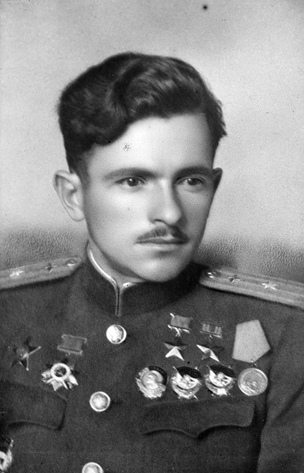
Pëtr Afanas'evič Pokryšev in divisa con le due stelle di Eroe dell'Unione Sovietica

Nacque il 24 agosto 1914 a Hola Prystan', Governatorato della Tauride, nell'Impero russo, all'interno di una famiglia di contadini. Dopo aver completato la quinta classe nel 1929, lavorò nelle costruzioni navali presso una struttura di proprietà collettiva nella sua città natale, prima di trasferirsi nella città di Char'kov nel 1930. Lì frequentò la scuola professionale fino al 1932, dopo di che iniziò a lavorare come meccanico presso l'industria “Falce e Martello”. Nel 1934 completò l'addestramento al pilotaggio presso l'aeroclub locale e si arruolò nell'Armata rossa. L'anno successivo si diplomò alla Scuola di pilotaggio della Voenno-vozdušnye sily SSSR di Odessa; fu poi assegnato a uno squadrone del 1º Corpo d'aviazione e nel mese di luglio fu trasferito al 13. OIAP. Nel 1938 fu inviato al 38. IAP di Novgorod, distretto militare di Leningrado, come comandante di volo, ma il mese successivo fu inviato al 7. IAP di Pushkin, distretto militare di Leningrado, nel quale volò durante la guerra d'inverno contro la Finlandia. Durante il conflitto combatté sull'istmo di Carelia, effettuando 50 sortite sui caccia Polikarpov I-153 e ottenendo due vittorie confermate a spese di altrettanti Fokker D.XXI. Il 1º dicembre 1939 il suo aereo ebbe un guasto al motore ed egli dovette effettuare un atterraggio di emergenza, rientrando al reggimento cinque giorni dopo. Il 20 dicembre il suo velivolo fu colpito dalla contraerea e si incendiò e dovette fare un atterraggio di emergenza nella foresta. Nel gennaio 1940 fu costretto a interrompere le missioni di volo per il resto della guerra in seguito ad un infortunio alla clavicola. Dopo la fine della guerra contro la Finlandia rimase in servizio nel suo reggimento, venendo promosso tenente anziano il 30 luglio 1940. Nel gennaio 1941 fu trasferito al 154. IAP e gli fu assegnata la posizione di comandante di squadrone.
Nel primo mese dell'invasione tedesca dell'Unione Sovietica ottenne la sua prima vittoria aerea: un abbattimento condiviso di un bombardiere Heinkel He 111. Fu l'unica vittoria aerea che ottenne durante la seconda guerra mondiale mentre volava sul Polikarpov I-16. Ben presto iniziò a pilotare lo Yakovlev Yak-1 e il 3 luglio riuscì ad abbattere uno Junkers Ju 88, cui seguirono un Messerschmitt Bf 110 e un Bf 109. Fu trasferito al 154. IAP come comandante di squadriglia e vice comandante di reggimento nel mese di ottobre. L'unità divenne “della guardia” e rinominata 29 GvIAP a novembre. In dicembre ottenne la sua prima vittoria aerea volando sul Curtiss P-40E Kittyhawk, abbattendo un Messerschmitt Bf 109 il giorno 17, e fu promosso capitano il 9 febbraio 1942. Per tutta la prima metà del 1942 aumentò rapidamente il suo numero di vittorie. Il 10 luglio 1942 fu proposto per essere insignito del titolo di Eroe dell'Unione Sovietica per aver effettuato 211 missioni e aver segnato diversi abbattimenti in solitaria; il titolo gli fu conferito il 10 febbraio 1943. Fu promosso maggiore il 18 luglio 1942. Molte delle missioni di volo avvennero durante l'assedio di Leningrado. Nel giugno 1943 fu nominato comandante del 159 IAP, che utilizzava gli Yakovlev Yak-7B; quel mese ottenne le sue ultime tre vittorie aeree confermate, due Focke-Wulf Fw 190 e uno Junkers Ju 88. Il mese successivo fu nominato per una seconda stella d'oro di Eroe dell'Unione Sovietica, che gli fu assegnata il 24 agosto 1943. Quel giorno rimase gravemente ferito in un incidente aereo durante un volo di addestramento su un Polikarpov UTI-4. A causa dell'entità delle ferite riportate non fu in grado di effettuare missioni operative per il resto della guerra. In totale aveva effettuato 305 missioni, impegnato 72 combattimenti aerei e ottenuto 28 abbattimenti individuali e 7 condivisi confermati; altre fonti gli attribuiscono 38 vittorie individuali e 8 condivise.
Inizialmente continuò a prestare servizio come comandante del reggimento, che portò ad altissimi livelli, venendo promosso tenente colonnello il 19 dicembre 1943; nel settembre 1944 iniziò gli studi presso l'Accademia Aeronautica di Monino, dove si diplomò nell'agosto 1945.
Uscito dall'accademia aeronautica, fu nominato vice comandante della 7. GvIAD schierata a Veszprém, in Ungheria. A dicembre divenne vice comandante della 12. GvIAD a Székesfehérvár, in Ungheria, equipaggiata con gli Yakovlev Yak-9, Yak-9U e Yak-3. Nel maggio 1947 fu nominato vice comandante della 229. GvIAD di stanza a Malbork, in Polonia. Lasciò l'incarico nel 1949, anno in cui era stato promosso colonnello (23 marzo), per diventare comandante della 44. GvIAD (Divisione da caccia della guardia) di stanza sul campo d'aviazione di Gorelovo, nella regione di Leningrado. Nel 1952 lasciò il comando dell'unità e nel 1954 si laureò all'Accademia militare dello stato maggiore generale. Dall'agosto di quell'anno all'ottobre 1956 fu vice comandante dell'aviazione da caccia del Corpo di difesa aerea di Minsk. Dall'aprile 1955 all'ottobre 1956 fu comandante dell'aviazione da caccia del Corpo di difesa del Mar Bianco, con quartier generale ad Arcangelo. Promosso maggior generale dell'aviazione l'8 agosto 1955, fu inviato in Cina nel dicembre 1956 come consigliere militare, dove rimase fino all'ottobre 1959, ricoprendo vari incarichi. Quell'anno divenne capo di stato maggiore dell'armata aerea speciale schierata a difesa di Leningrado. Si ritirò a vita civile nel 1961, dopo di che lavorò presso l'aeroporto di Leningrado. Durante la sua carriera aveva volato sullo Yak-3, sullo Yak-9, sul La-7, sul MiG-15 e sul MiG-17. Morì nella sua casa a Leningrado, mentre era in vacanza, il 22 agosto 1967. Era stato deputato al Soviet Supremo dell'Unione Sovietica dal 1950 al 1954.

### Annotazioni
1. ↑  Volando sui caccia americani abbatté complessivamente 10 Bf 109, 3 Ju 88 e un aereo identificato come He 113.
2. ↑  La versione biposto da addestramento del caccia I-16
3. ↑  Rimasto parzialmente storpio, il costruttore Yakovlev preparò per lui un caccia Yak-7 appositamente modificato perché potesse portarlo in volo.

### Fonti
1. 1 2 3 4 5 6 7 8 9 10  Surfcity.
2. 1 2  Polak, Shores 1999, p. 170.
3. 1 2 3 4 5 6 7 8 9 10 11 12 13 14 15 16 17 18 19 20 21 22 23 24 25 26 27 28 29 30 31 32 33 34 35 36  Warheroes.
4. 1 2  Airwar.
5. 1 2 3 4 5 6 7 8 9 10 11  Polak, Shores 1999, p. 171.